# 細柄刺毛鼻鯰
細柄刺毛鼻鯰為輻鰭魚綱鯰形目毛鼻鯰科的其中一種。分布於南美洲亞馬遜河上游及中游流域，體長可達12公分，會寄生在其他魚類的鰓部，並用其硬棘造成傷口，吸食血液，有時會誤入人類下體，造成嚴重創傷。